# Waynesville (Géorgie)
Pour les articles homonymes, voir Waynesville.
Waynesville est une census-designated place située dans le comté de Brantley, dans l’État de Géorgie, aux États-Unis. Lors du recensement de 2020, elle comptait 331 habitants.